# FK Sevojno
FK Sevojno (serb:  Фудбалски клуб Севојно) – serbski klub piłkarski z miasta Sevojno, utworzony od nowa w roku 2010 i nawiązujący do tradycji wcześniejszego FK Sevojno z lat 1950-2010.

## Historia
Największym sukcesem klubu z Sewojna było dotarcie do finału Pucharu Serbii, co dało mu historyczną promocję do Ligi Europy. W europejskich pucharach zespół zaliczył 2 remisy i 2 porażki. W sezonie 2009/2010 klub wywalczył promocję na najwyższy poziom ligowy w Serbii, do Super ligi.
1 lipca 2010, klub FK Sevojno połączył się z klubem FK Sloboda Užice i przyjął nazwę FK Sloboda Point Sevojno. Warunki fuzji zakładają, że nowy klub będzie kontynuował tradycję FK Sevojno ale będzie korzystał z infrastruktury drużyny FK Sloboda.
Po dokonaniu fuzji i odejściu wszystkich piłkarzy, powstała na nowo drużyna FK Sevojno rozpoczęła rozgrywki od najniższego szczebla rozgrywkowego w Serbii - Zona drina.

## Europejskie puchary
Legenda do wszystkich tabel:
- Q – runda eliminacyjna, 1/16, 1/8, 1/4, 1/2 – odpowiednia faza rozgrywek, Grupa – runda grupowa, 1r gr – pierwsza runda grupowa, 2r gr – druga runda grupowa, F – finał, R – runda, PO – play-off
- k. – rzuty karne, los. – losowanie, Dogr. – dogrywka, w. – zasada bramek strzelonych na wyjeździe

| Sezon   | Rozgrywki   | Runda | Klub      | Dom | Wyjazd | Ogólnie |
| ------- | ----------- | ----- | --------- | --- | ------ | ------- |
| 2009/10 | Liga Europy | 2Q    | FBK Kowno | 0–0 | 1–1    | 1–1, w. |
| 2009/10 | Liga Europy | 3Q    | Lille OSC | 0–2 | 0–2    | 0–4     |